# Кататонія
Кататонія (дав.-гр. κατατείνω — «натягувати, напружувати») — складний нейропсихіатричний поведінковий синдром, що характеризується анормальними рухами, нерухомістю, аномальною поведінкою та замкнутістю. Початок кататонії може бути гострим або непомітним, а симптоми можуть посилюватися, слабшати або змінюватися в певні періоди. Історично кататонія пов'язувалася з шизофренією (кататонічна шизофренія). Найчастіше кататонія спостерігається при афективних розладах. Кататонічні симптоми неспецифічні і можуть спостерігатися при інших психічних, неврологічних і медичних станах. Кататонія не є самостійним діагнозом (проте деякі експерти не погоджуються з цим), цей термін найчастіше використовується для опису ознак основного захворювання.
Існує декілька підтипів кататонії: акінетична кататонія, збуджена кататонія, злоякісна кататонія, манія марення та самоушкодження при аутизмі.
Неточна діагностика і хибне лікування кататонії може призвести до негативних результатів і потенційно мати летальні наслідки. Лікування бензодіазепінами або ЕСТ може сприяти ремісії кататонії. З'являється дедалі більше доказів ефективності антагоністів NMDA-рецепторів амантадину та мемантину при кататонії, резистентній до бензодіазепінів. Іноді при лікуванні кататонічного синдрому застосовують антипсихотики, проте вони також можуть погіршити симптоми й мати серйозні побічні ефекти.

## Ознаки та симптоми
Прояви кататонії значно відрізняються залежно від підтипу та основної причини; вони можуть бути гострими або ледь помітними. 
Оскільки більшість пацієнтів із кататонією мають основне психічне захворювання, більшість матиме погіршення стану депресії, манії або психозу в поєднанні з симптомами кататонії. Кататонія проявляється як моторне порушення, при якому пацієнти демонструють помітне зниження рухливості, збудження або поєднання того і того стану, незважаючи на фізичну здатність рухатися нормально. Ці пацієнти можуть бути не в змозі почати або зупинити певну дію. Рухи та жести можуть повторюватися або бути безцільними.
Найпоширенішими ознаками кататонії є нерухомість, мутизм, відмова від їжі, витрішкуватість, негативізм, ригідність (позування), каталепсія (воскова гнучкість), стереотипія (безцільні повторювані рухи), ехолалія або ехопраксія, вербігерація (повторення безглуздих фраз). Не слід вважати, ніби пацієнти з кататонією не усвідомлюють свого оточення, оскільки деякі з них можуть детально згадати свій кататонічний стан і свої дії.
Існує декілька підтипів кататонії, які характеризуються специфічними руховими порушеннями та супутніми ознаками. Хоча кататонію можна розділити на різні підтипи, природна історія кататонії часто варіюється, і в однієї людини можуть існувати різні стани.

### Підтипи
Замкнена кататонія: ця форма кататонії характеризується зниженою реакцією на зовнішні подразники, нерухомістю або загальмованістю рухів, німістю, витрішкуватістю, позуванням та негативізмом. Пацієнти можуть годинами сидіти або стояти в одній і тій самій позі, можуть приймати дивні позиції та чинити опір рухам своїх кінцівок.
Збуджена кататонія: збуджена кататонія характеризується дивними манерами/жестикуляцією, виконанням безцільних або невідповідних дій, надмірною руховою активністю, неспокоєм, стереотипністю, імпульсивністю, збудженням та бойовим настроєм. Мова та дії можуть повторюватися або імітувати іншу людину. Люди в цьому стані надзвичайно гіперактивні і можуть мати марення та галюцинації. Кататонічне збудження зазвичай називають одним із найнебезпечніших психічних станів у психіатрії.
Злоякісна кататонія: злоякісна кататонія — це небезпечний для життя стан, який може швидко прогресувати протягом кількох днів. Він характеризується лихоманкою, порушеннями артеріального тиску, частоти серцевих скорочень, частоти дихання, потовиділенням (пітливістю) та маренням. Деякі результати лабораторних досліджень є загальними для цього прояву хвороби; однак вони неспецифічні, що означає, що вони також можуть бути присутніми в інших станах і не є визначальними для діагностування кататонії. Ці лабораторні результати включають: лейкоцитоз, підвищений рівень креатинкінази, низький рівень сироваткового заліза. Ознаки та симптоми злоякісної кататонії значною мірою збігаються зі злоякісним нейролептичним синдромом (ЗНС), тому ретельний анамнез, огляд ліків і фізичне обстеження мають вирішальне значення для правильної диференціації цих станів. Наприклад, якщо пацієнт має воскову гнучкість і утримує позу проти сили тяжіння, коли пасивно переміщується в цій позі, то, ймовірно, йдеться про кататонію.
Інші форми :
- Періодична кататонія є непослідовно визначеною сутністю. У школі Верніке-Клейста-Леонгарда це окрема форма «несистемної шизофренії», що характеризується рецидними гострими фазами з гіперкінетичними та акінетичними ознаками та часто психотичними симптомами, а також накопиченням залишкового стану між цими гострими фазами, який характеризується слабкими кататонічними ознаками та абуліями різного ступеня вираженості. Захворювання має сильний спадковий компонент. Відповідно до сучасних класифікацій, цей стан може бути діагностований як форма біполярного розладу, шизоафективного розладу або шизофренії.[11] Незалежно від цього термін періодична кататонія іноді використовується в сучасній літературі для опису синдрому рецидивних фаз гострої кататонії (збудженого або загальмованого типу) з повною ремісією між епізодами, що нагадує опис «моторного психозу» у школі Верніке-Клейста-Леонгарда.[12]
- Системні кататонії або систематичні кататонії визначені лише в школі Верніке-Клейста-Леонгарда. Це хронічно-прогресуючі стани, що характеризуються специфічними порушеннями вольової та психомоторної діяльності, що призводять до різкого зниження виконавчої та адаптаційної діяльності та здатності до спілкування. Вони вважаються формами шизофренії, але відрізняються від інших шизофренічних станів.[12] Афективна згладженість та очевидна втрата інтересів є поширеними ознаками, але вони можуть бути пов'язані зі зниженою емоційною експресією, а не з відсутністю емоцій. Спадковість низька. З 21 різної форми (6 «простих» і 15 «комбінованих» форм), які були описані, більшість лише частково збігаються (якщо взагалі збігаються) з сучасними визначеннями кататонії або шизофренії, і тому їх важко класифікувати відповідно до сучасної діагностики.[11]
- Ранні дитячі кататонії також є винятковим діагнозом для школи Верніке-Клейста-Леонгарда і відносяться до системних кататоній, які проявляються у маленьких дітей. Клінічно ці стани нагадують важкі регресивні форми аутизму.[11]
- Хронічний розлад, подібний до кататонії, або аутична кататонія відноситься до функціонального погіршення, яке спостерігається у деяких пацієнтів із наявним розладом спектру аутизму та/або інтелектуальною недостатністю, що зазвичай має хронічно прогресуючий перебіг і охоплює ослаблені кататонічні симптоми, а також симптоми настрою та тривоги, які все більше заважають адаптивному функціонуванню. Початок, як правило, прихований, і його часто приймають за фонові симптоми аутизму. Часто спостерігаються уповільнення довільних рухів, зниження мови, абулію, посилення швидкої залежності та обсесивно-компульсивні симптоми; також повідомлялося про негативізм, (ауто-)агресивну поведінку та невизначені галюцинації. Як причини цього розладу, так і його прогноз видаються неоднорідними, і більшість пацієнтів демонструють часткове одужання після лікування. Схоже, це пов'язано з хронічним стресом у результаті життєвих змін, втрати зовнішньої структури часу, сенсорної чутливості та/або травматичного досвіду, супутніх психічних розладів або інших невідомих причин. Оскільки клінічну кататонію не завжди можна діагностувати, цей стан також було перейменовано на більш загальний термін «пізня регресія».[13][14]

### Ускладнення
Перебуваючи в кататонічному стані, пацієнти можуть відчувати різні ускладнень. Характер цих ускладнень буде залежати від типу кататонії, яку має пацієнт. Наприклад, пацієнти зі замкнутою кататонією можуть відмовлятися від їжі, а це, у свою чергу, призводить до недоїдання та зневоднення. Крім того, якщо симптомом пацієнта є нерухомість, то у нього можуть розвинутися пролежні, скорочення м'язів і ризик розвитку тромбозу глибоких вен (ТГВ) та емболії легеневої артерії (ТЕЛА). Пацієнти зі збудженою кататонією можуть бути агресивними та жорстокими, що може призводити до фізичного травматизму. Кататонія може прогресувати до злоякісного типу, що супроводжуватиметься вегетативною нестабільністю та може становити загрозу для життя. Інші ускладнення також включають розвиток пневмонії та злоякісного нейролептичного синдрому.

## Причини
Кататонія майже завжди є вторинною причиною іншого основного захворювання, часто психічного розладу. Розлади настрою, такі як біполярний розлад і депресія, є найпоширенішими причинами прогресування до кататонії. Інші паралельні психіатричні розлади включають шизофренію, а також інші первинні психотичні розлади. Існує також зв'язок із розладами аутистичного спектру. Теоретики психодинаміки пропонували інтерпретацію кататонії як захисту від потенційно руйнівних наслідків відповідальності, а пасивність розладу приносить полегшення.
Кататонія також спостерігається при багатьох медичних розладах, включно з інфекціями (такими як енцефаліт), аутоімунними розладами, менінгітом, фокальними неврологічними враженнями (також з інсультами), алкогольною абстиненцією, різкою або надто швидкою відмовою від бензодіазепінів, цереброваскулярними захворюваннями, новоутвореннями, травмами голови та деякими метаболічними станами (напр.: гомоцистинурія, діабетичний кетоацидоз, печінкова енцефалопатія та гіперкальціємія).

## Патогенез
Патофізіологія, яка призводить до кататонії, досі залишається недостатньо вивченою, а точний механізм все ще є невідомим. Неврологічні дослідження пропонували декілька шляхів; однак залишається нез'ясованим: є певні прояви причиною чи наслідком розладу.
Вважається, що до кататонії причетні порушення ГАМК, передачі сигналів глутамату, серотоніну та дофаміну.
Крім того, також висувалося припущення, що в розвитку кататонії беруть участь шляхи, які з'єднують базальні ганглії з корою головного мозку і таламусом.

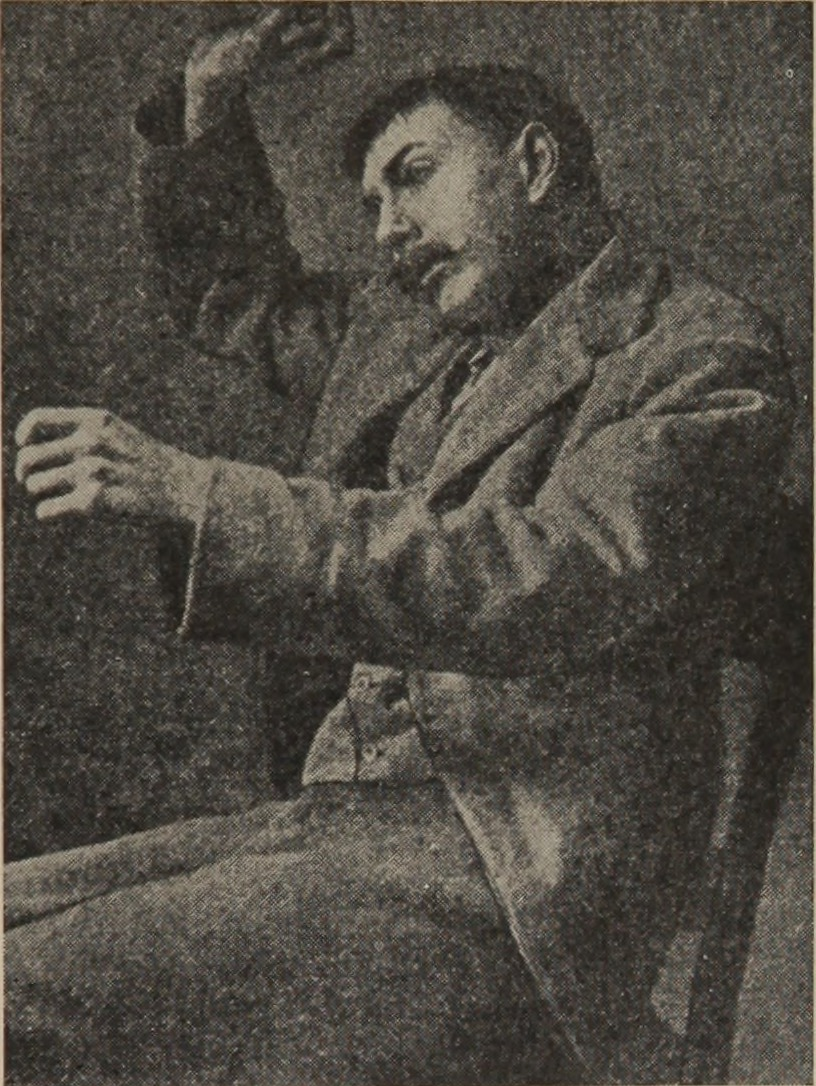

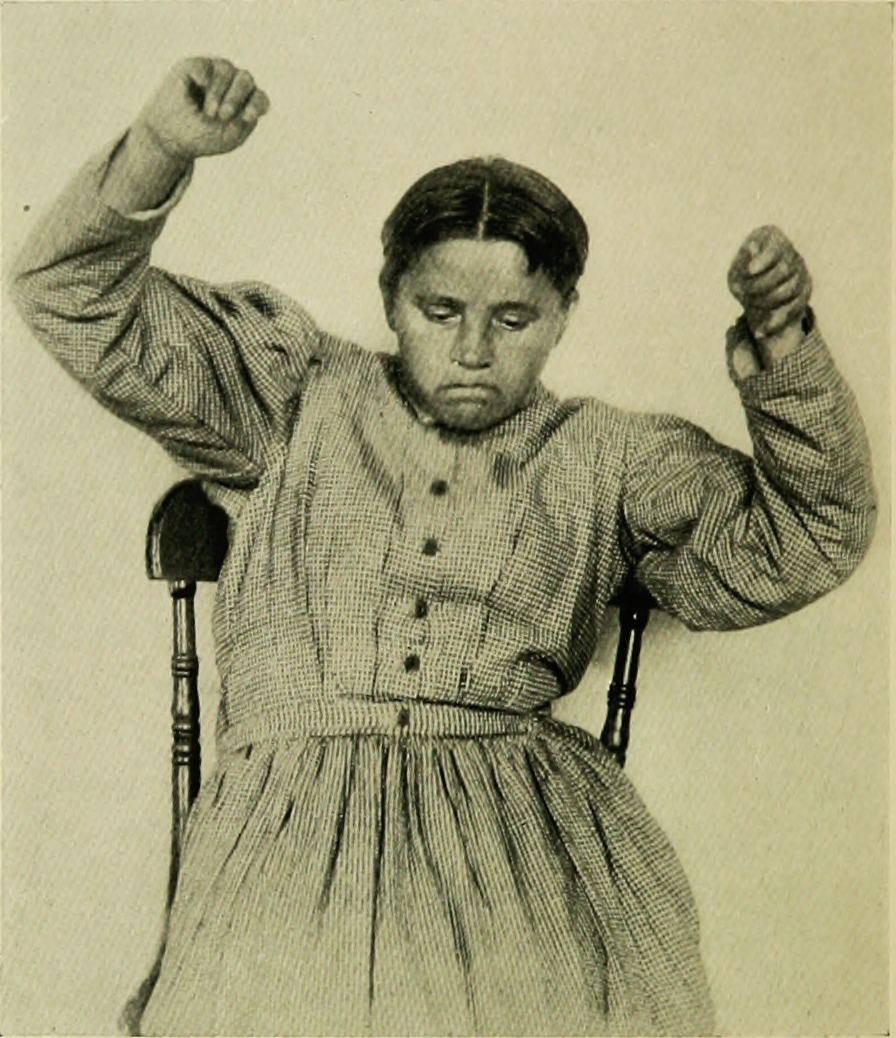

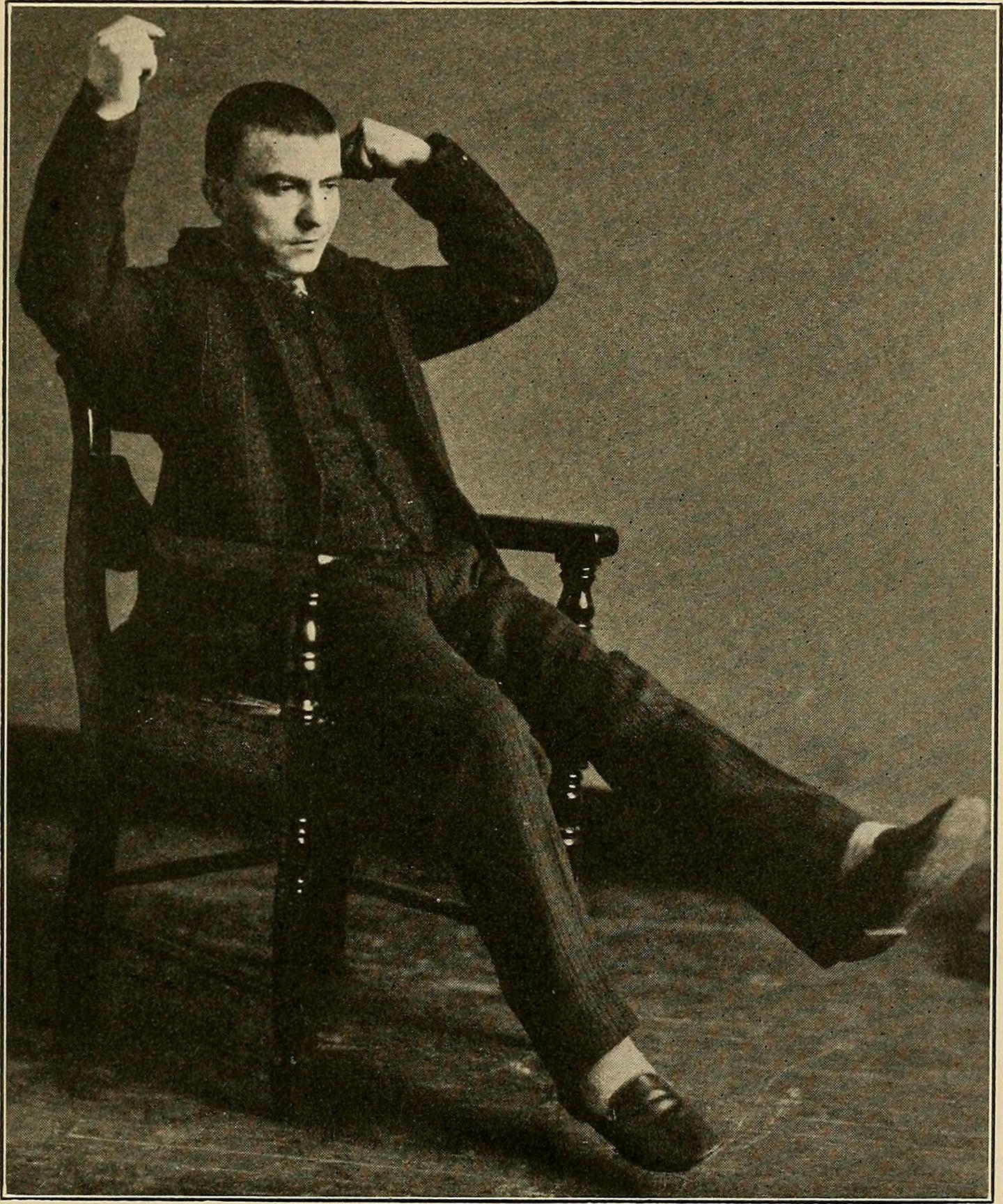

## Діагностика
Досі не існує остаточного консенсусу щодо діагностичних критеріїв кататонії. В американському діагностичному та статистичному посібнику з психічних розладів, п'яте видання (DSM-5) та в одинадцятому виданні Всесвітньої організації охорони здоров'я Міжнародної класифікації хвороб (МКБ-11) класифікація синдрому більш однорідна, ніж у попередніх виданнях. Проте чимало відомих дослідників у цій галузі пропонують інші варіанти щодо діагностичних критеріїв.
Класифікація DSM-5
DSM-5 не класифікує кататонію як самостійний розлад, а як синдром, пов'язаний з іншим психічним розладом, іншим медичним станом або як неуточнену кататонію.  Кататонія діагностується за наявністю трьох або більше з таких 12 психомоторних симптомів у зв'язку з психічним розладом, захворюванням або нез'ясованими причинами:
- ступор: відсутність психомоторної активності; не активно ставляться до навколишнього середовища
- каталепсія: пасивна індукція пози проти сили тяжіння
- воскова гнучкість: дозволяє лікарю надати пацієнту певної пози, що утримується протягом певного часу.
- мутизм: словесна відповідь відсутня або дуже слабка (за винятком відомої афазії)
- негативізм: опозиція або відсутність реакції на інструкції чи зовнішні подразники
- позування: спонтанне й активне утримання пози проти сили тяжіння
- манери, які є дивними, випадковими карикатурами нормальних дій
- стереотипність: повторювані, аномально часті, нецілеспрямовані рухи
- збудження, що не піддається впливу зовнішніх подразників
- гримаси: збереження фіксованого виразу обличчя
- ехолалія: імітація чужої мови
- ехопраксія: імітація рухів іншого.

Інші розлади (додатковий код 293.89 [F06.1] для позначення наявності коморбідної кататонії):
- Кататонія, що пов'язана з розладом аутистичного спектру
- Кататонія, що пов'язана зі спектром шизофренії та іншими психотичними розладами
  - Кататонія, що пов'язана з короткочасним психотичним розладом
  - Кататонія, що пов'язана з шизофреноподібним розладом
  - Кататонія, що пов'язана з шизоафективним розладом
  - Кататонія, що пов'язана з психотичним розладом, спричиненим прийомом речовин
- Кататонія, що пов'язана з біполярними та спорідненими розладами
- Кататонія, що пов'язана з великим депресивним розладом
- Кататонічний розлад внаслідок іншого захворювання

Якщо кататонічні симптоми присутні, але не формують кататонічний синдром, спочатку слід розглянути етіологію, спричинену прийомом ліків або інших речовин.
Класифікація МКХ-11
У МКХ-11 кататонія визначається як синдром переважно психомоторних порушень, який характеризується одночасним виникненням кількох симптомів, таких як ступор; каталепсія; воскова гнучкість; мутизм; негативізм; позерство; манірність; стереотипність; психомоторне збудження; гримаси; ехолалія та ехопраксія. Кататонія може виникати в контексті певних психічних розладів, включаючи розлади настрою, шизофренію або інші первинні психотичні розлади, а також розлади нервової системи, і може бути індукована психоактивними речовинами, включаючи ліки. Кататонія також може бути спричинена медичним станом, який не відноситься до розладів психіки, поведінки чи нервового розвитку.

### Оцінка/Фізичний стан
Кататонію часто не помічають і не діагностують. Пацієнти з кататонією найчастіше мають психічний розлад, тому лікарі можуть не помітити ознаки кататонії через тяжкість психозу, який має пацієнт. Крім того, у пацієнта можуть не спостерігатися загальні ознаки кататонії, такі як німість і поза. Крім того, рухові аномалії, які спостерігаються при кататонії, також присутні при психічних розладах. Наприклад, у пацієнта з манією буде підвищена рухова активність, яка може прогресувати до збудливої кататонії. Один із способів, за допомогою якого лікарі можуть відрізнити ці два типи, — це спостерігати за руховою аномалією. У хворих на манію спостерігається підвищена цілеспрямована активність. З іншого боку, підвищена активність при кататонії не є цілеспрямованою і часто повторюється.
Кататонія є клінічним діагнозом, проте немає спеціального лабораторного тесту для її діагностики. Однак певні тести можуть допомогти визначити, що викликає кататонію. ЕЕГ, ймовірно, покаже дифузне уповільнення. Якщо судомна активність спричиняє синдром, то ЕЕГ також буде корисною для діагностики. КТ або МРТ не покажуть кататонію; однак вони можуть виявити аномалії, які можуть призвести до синдрому. Метаболічний скринінг, маркери запалення або аутоантитіла можуть виявити оборотні медичні причини кататонії.
Необхідно часто контролювати життєво важливі показники, оскільки кататонія може прогресувати до злоякісної кататонії, що загрожуватиме життю. Злоякісна кататонія характеризується лихоманкою, гіпертензією, тахікардією та тахіпное.

### Шкала оцінок
Дослідники синдрому розробили різні шкали оцінки кататонії, однак їхня клінічна користь не була однозначно встановлена. Найчастіше використовують рейтингову шкалу кататонії Буша-Френсіса (BFCRS) (зовнішнє посилання подано нижче). Шкала складається з 23 елементів, причому перші 14 пунктів використовуються як інструмент перевірки. Якщо 2 з 14 є позитивними, це спонукає до подальшої оцінки та завершення решти 9 завдань.
Діагноз можна підтвердити провокаційним введенням лоразепаму або золпідему. Незважаючи на те, що барбітурати були корисними в минулому, вони більше не використовуються в психіатрії; таким чином, залишається вибір або бензодіазепінів, або ЕСТ.

### Диференційна діагностика
Диференційна діагностика кататонії є доволі широкою, оскільки ознаки та симптоми кататонії можуть значною мірою збігатися з ознаками інших захворювань. Таким чином, ретельний і детальний анамнез, огляд ліків і фізичне обстеження є ключовими для діагностики кататонії та диференціації її від інших станів. Крім того, деякі з цих станів самі по собі можуть призвести до кататонії. Диференційний діагноз полягає в наступному:
- Злоякісний нейролептичний синдром (НЗС) і кататонія — це небезпечні для життя стани, які мають багато спільних характеристик, включно з лихоманкою, вегетативною нестабільністю, ригідністю і маренням.[34] Лабораторні показники низького рівня сироваткового заліза, підвищеного рівня креатинкінази та лейкоцитів також є спільними для обох розладів, що ще більше ускладнює діагностику. Існують ознаки злоякісної кататонії (позерство, імпульсивність тощо), які відсутні при НСД, а результати лабораторних досліджень при злоякісній кататонії не такі послідовні, як при НСД. Деякі експерти вважають НМС медикаментозним станом, пов'язаним з прийомом антипсихотичних препаратів, зокрема, антипсихотичних препаратів першого покоління,[34] але він не був визначений як підтип.[35] Тому відміна антипсихотичних препаратів і початок прийому бензодіазепінів вважається методом лікування цього стану, і аналогічним чином це допомагає і при кататонії.
- Анти-NMDA енцефаліт — це аутоімунне захворювання, що характеризується нейропсихіатричними ознаками та наявністю антитіл IgG.[36] Перебіг анти-NMDAR-енцефаліту поділяється на 5 фаз: продромальна фаза, психотична фаза, фаза відсутності відповіді, гіперкінетична фаза та фаза одужання. Психотична фаза переходить у фазу відсутності реакції, яка характеризується мутизмом, зниженням рухової активності та кататонією.[36]
- Як серотоніновий синдром, так і злоякісна кататонія можуть проявлятися з ознаками та симптомами делірію, вегетативної нестабільності, гіпертермії та ригідності. Знову ж таки, подібно до картини при НСМ. Однак пацієнти з серотоніновим синдромом мають в анамнезі прийом серотонінергічних препаратів (наприклад, СІЗЗС). У цих пацієнтів також спостерігається гіперрефлексія, міоклонія, нудота, блювання та діарея.[37]
- Злоякісна гіпертермія та злоякісна кататонія мають спільні риси вегетативної нестабільності, гіпертермії та ригідності. Однак злоякісна гіпертермія — це спадкове захворювання скелетних м'язів, яке робить цих пацієнтів чутливими до впливу галогенованих анестетиків та/або деполяризуючих міорелаксантів, таких як сукцинілхолін.[38] Злоякісна гіпертермія найчастіше виникає в інтраопераційний або післяопераційний періоди. Інші ознаки та симптоми злоякісної гіпертермії включають метаболічний та респіраторний ацидоз, гіперкаліємію та серцеві аритмії.
- Акінетичний мутизм — це неврологічний розлад, що характеризується зниженням цілеспрямованої поведінки та мотивації, але при цьому пацієнт має інтактний рівень свідомості.[39] Пацієнти можуть проявляти апатію і здаватися байдужими до болю, голоду чи спраги. Акінетичний мутизм пов'язаний зі структурними ушкодженнями в різних ділянках мозку.[40] Акінетичний мутизм і кататонія можуть проявлятися нерухомістю, мутизмом і восковою гнучкістю. Диференціює обидва розлади той факт, що акінетичний мутизм не супроводжується ехолалією, ехопраксією або позерством. Крім того, він не реагує на бензодіазепіни, як у випадку з кататонією.
- Елективний мутизм має тривожну етіологію, але також пов'язаний з особистісними розладами.[41] Пацієнти з цим розладом не можуть розмовляти з одними людьми, але будуть говорити з іншими. Так само вони можуть відмовлятися говорити в певних ситуаціях; наприклад, дитина, яка відмовляється говорити в школі, але є балакучою вдома. Цей розлад відрізняється від кататонії відсутністю будь-яких інших ознак/симптомів.
- Неконвульсивний епілептичний статус — це судомна активність без супутніх тоніко-клонічних рухів.[42] Він може супроводжуватися ступором, подібним до кататонії, обидва стани реагують на бензодіазепіни. Несудомний епілептичний статус діагностується за наявністю судомної активності на електроенцефалограмі (EEG).[43] Кататонія, з іншого боку, пов'язана з нормальною ЕЕГ або дифузним уповільненням.
- Делірій характеризується коливанням порушеного сприйняття і свідомості у хворої людини.[44] Він буває гіпоактивним, гіперактивним або змішаним. Люди з гіперактивним делірієм поводяться подібно до людей зі збудженою кататонією і мають симптоми неспокою, збудження та агресії. Люди з гіпоактивним маренням схожі на людей з загальмованою кататонією, вони замкнуті та спокійні. Однак кататонія має й інші відмінні риси, включаючи позування і ригідність, а також позитивну реакцію на бензодіазепіни.
- Пацієнти з синдромом замкненості характеризуються нерухомістю та мутизмом, однак, на відміну від пацієнтів з кататонією, які не мотивовані до спілкування, пацієнти з синдромом замкненості намагаються спілкуватися за допомогою рухів очей та моргання. Крім того, причиною синдрому замкненості є пошкодження стовбура головного мозку.[45]
- Синдром скутості та кататонія схожі тим, що обидва можуть супроводжуватися ригідністю, вегетативною нестабільністю та позитивною реакцією на бензодіазепіни.[46] Однак, синдром скутості може бути пов'язаний з антитілами декарбоксилази глутамінової кислоти (анти-GAD)[47][48] та іншими кататонічними ознаками, такими як мутизм і позерство, і не є частиною синдрому.
- Якщо не лікувати хворобу Паркінсона на пізніх стадіях, вона може проявлятися подібно до ретардаційної кататонії з симптомами нерухомості, ригідності та утрудненого мовлення. Діагноз ще більше ускладнює той факт, що багато пацієнтів з хворобою Паркінсона мають великий депресивний розлад, який може бути основною причиною кататонії. Хворобу Паркінсона можна відрізнити від кататонії за позитивною реакцією на леводопу. З іншого боку, кататонія дасть позитивну реакцію на бензодіазепіни.
- Екстрапірамідні побічні ефекти антипсихотичних препаратів, особливо дистонію та акатизію, буває важко відрізнити від кататонічних симптомів, або вони можуть бути сплутані в психіатричній практиці. Екстрапірамідні рухові розлади зазвичай не включають соціальні симптоми, такі як негативізм, в той час як особи з кататонічним збудженням зазвичай не мають фізично болючого примусу до руху, який спостерігається при акатизії.[49]
- Певна поведінка стимуляції та реакції на стрес у людей з розладами аутистичного спектру може бути схожою на кататонію. При розладах аутистичного спектру хронічна кататонія відрізняється тривалим погіршенням адаптивних навичок на тлі вже наявної аутистичної симптоматики, яку важко пояснити. Гостра кататонія зазвичай чітко відрізняється від аутистичних симптомів.[14]
- Діагностичні ознаки нав'язливої повільності та психогенного паркінсонізму збігаються з ознаками кататонії, такими як моторна повільність, опозиційна паратонія, манірність поведінки, а також знижена або відсутня мова. Однак психогенний паркінсонізм включає тремор, який не характерний для кататонії.[50] Обсесивна повільність є суперечливим діагнозом, з проявами від важких, але поширених проявів обсесивно-компульсивного розладу до кататонії.[51]

## Лікування
Початкове лікування кататонії полягає у припиненні прийому ліків, які потенційно можуть призвести до цього синдрому. Мова йде про стероїди, стимулятори, протисудомні засоби, нейролептики, блокатори дофаміну тощо Наступним кроком може бути так звана «провокація лоразепамом», під час якої пацієнтам дають 2 мг внутрішньовенного лоразепаму (або іншого бензодіазепіну). Більшість пацієнтів із кататонією різко реагують на це протягом перших 15–30 хвилин. Якщо під час прийому першої дози не спостерігається жодних змін, то призначають другу дозу та проводять повторний огляд пацієнта. Якщо пацієнт реагує на провокацію лоразепамом, то цей препарат можна призначати з інтервалами, поки кататонія не зникне. Дозу лоразепаму слід повільно зменшувати, бо в іншому випадку симптоми кататонії можуть повернутися. Під час такої терапії слід також лікувати основну причину кататонії. Якщо протягом тижня кататонія не зникає, то для усунення симптомів можна застосувати ЕСТ. ЕСТ у поєднанні з бензодіазепінами використовується для лікування злоякісної кататонії. У Франції для діагностики також використовувався золпідем, відповідь на який може виникнути протягом того ж періоду часу. Зрештою необхідно лікувати основну причину.
Електросудомна терапія (ЕКТ) є ефективним методом лікування кататонії, який вважається загально визнаним. ЕСТ також продемонструвала сприятливі результати у пацієнтів з хронічною кататонією. Однак було зазначено, що необхідні подальші високоякісні рандомізовані контрольовані дослідження для оцінки ефективності, толерантності та протоколів ЕСТ при кататонії.
Антипсихотики слід застосовувати з обережністю, оскільки вони можуть погіршити кататонію та є причиною злоякісного нейролептичного синдрому, небезпечного стану, який може імітувати кататонію та вимагає негайного припинення прийому антипсихотика.
Згідно з нещодавнім систематичними дослідженнями, є докази того, що для лікування кататонії клозапін ефективніший за інші антипсихотики.
Вважається, що надмірна активність глутамату бере участь у кататонії; коли варіанти лікування першої лінії неефективні, можна використовувати антагоністи NMDA, такі як амантадин або мемантин. Амантадин може мати підвищену частоту толерантності при тривалому застосуванні та може спричинити психоз через його додатковий вплив на систему дофаміну. Мемантин має більш цілеспрямований фармакологічний профіль для глутаматної системи, знижує частоту психозів і тому може бути кращим для осіб, які не переносять амантадин. Топірамат є іншим варіантом лікування резистентної кататонії; він виробляє свої терапевтичні ефекти, виробляючи антагонізм глутамату через модуляцію AMPA рецепторів.

## Прогноз
Пацієнти, які перенесли епізод кататонії, мають більшу ймовірність повторного розвитку. Відповідь на лікування для пацієнтів з кататонією становить 50–70 %, такі пацієнти мають хороший прогноз. Проте відсутність відповіді на лікування є дуже поганим прогнозом. Багато з таких пацієнтів потребуватимуть тривалого та постійного догляду за психічним здоров'ям. Для пацієнтів, що мають кататонію разом із основною шизофренією прогноз набагато гірший.

## Епідеміологія
Кататонія в основному вивчалася у гострохворих психіатричних пацієнтів. Кататонія часто залишається нерозпізнаною, що призводить до переконання, що синдром рідкісний; однак це не відповідає дійсності, є дані, що поширеність становить 10 % у пацієнтів з гострими психічними захворюваннями. Одна велика популяційна оцінка показала, що захворюваність на кататонію становить 10,6 епізодів на 100 000 людино-років. Зустрічається у чоловіків і жінок приблизно в однаковій кількості. 21-46 % усіх випадків кататонії можна віднести до загального стану здоров'я.

## Історія
В історії психіатрії багато повідомлень про стани, схожі на ступор і кататонію. Після середини 19 століття зріс інтерес до моторних розладів, що супроводжують божевілля, кульмінацією якого стала публікація Карла Людвіга Кальбаума в 1874 році праці нім. Die Katatonie oder das Spannungsirresein (Кататонія або безумство напруги).
 